# Radhopur
Radhopur (nepalski: राधोपुर) – gaun wikas samiti we wschodniej części Nepalu w strefie Sagarmatha w dystrykcie Siraha. Według nepalskiego spisu powszechnego z 2001 roku liczył on 662 gospodarstw domowych i 3608 mieszkańców (1743 kobiet i 1865 mężczyzn).